# William Hamilton
William Hamilton (Glasgow, 8 de Março de  1788 – Edimburgo, 6 de Maio de 1856) foi um filósofo escocês.
Em 1811 graduou-se advogado na Universidade de Oxford. Concorreu, em 1820, à cadeira de moral filosófica na Universidade de Edimburgo, mas não obteve sucesso. Entretanto, foi apontado para professor de história cívica na mesma Universidade no ano seguinte.
Contribuiu uma crítica ao "Curso de filosofia" de Victor Cousin para a revista Edimburgh Review, o que colocou-o em contato amigável com este autor. Seus artigos subsequentes sobre filosofia alemã estabeleceram sua posição de filósofo.
Em 1836, foi eleito para as cadeiras de lógica e metafísica na Universidade de Edimburgo. Seu conhecimento abrangia, além da filosofia, a anatomia e a fisiologia. Tornou-se conhecido por sua doutrina lógica da quantificação dos predicados. Tentou unir a linha de pensamento de Reid e da Escola Escocesa do Senso Comum com várias correntes filosóficas européias, especialmente com o kantismo.
Para Hamilton, pensar é condicionar, o que afasta qualquer possibilidade de se conhecer o incondicionado, o infinito, o absoluto, e estabelece a separação entre o domínio do conhecimento e o da crença.
Suas principais obras foram:
- Discussões sobre filosofia e literatura, (1852);
- A concepção do homem sobre a eternidade, (1854);
- Preleções sobre metafísica e lógica, (1859/60).